# 王の後宮
『王の後宮』（おうのこうきゅう、原題：后宫）は、2011年（日本での初放送は2013年）の中国のテレビドラマ。全46話。

## 概要
エスピーオー・後宮シリーズ第1弾。明の成化帝の寵姫・万貴妃を中心に描く中国歴史ドラマ。

## あらすじ
西暦1449年、明の英宗は宦官の王振にそそのかされ、50万の大軍を率いオイラートへ攻め入った。だが明は従軍した王振の統率力不足により土木堡で敗れ、英宗は捕虜となる。そのため大臣たちは皇太后に訴え、英宗の弟を皇帝に即位させ代宗が誕生した。
オイラートが脅そうにも、もはや皇帝ではなくなった英宗から金品をゆすり続けることは難しく、英宗は大金と引き換えに明へと帰国させられた。

## スタッフ
- 演出：ファン・ジェンシュン、ホー・リーピン
- 脚本：チェン・フイイェン
- 武術指導：陳偉涛

## 主題歌
- 不悔（オープニング）[1]

歌詞：沈永峰、作曲：林海、王梓同、歌：劉庭羽、陸昱霖
- 孤単的習慣（エンディング）[2]

歌詞：姚若龍、作曲：王梓同、歌：和匯慧、王梓同

## 登場人物・出演者
- 邵春華：アン・アン / 声 - 本名陽子

本作の主人公。本名は李紫雲。
- 楊永：ウィリアム・フォン / 声 - 影平隆一

宮廷の楽師。邵春華に思いを寄せる。
- 成化帝（憲宗）：ジャン・イー（中国語版） / 声 - 檀臣幸

明朝の第9代皇帝。
- 万貴妃：タビア・ヨン（中国語版） / 声 - 宮寺智子

本名は万貞児。幼い頃から成化帝を支え、成化帝の貴妃となる。
- 汪直：パトリック・タム / 声 - 石狩勇気

万貴妃の側近として権勢を振るう。宦官になる前には、邵春華や邵春華の父に助けられている。
- 英宗：周浩東

成化帝の父。
- 代宗：張雷

成化帝の叔父。
- 銭皇太后：チェン・シャーリー（中国語版）

英宗の正室。
- 周皇太后：ホー・ツァイフェイ（中国語版）

英宗の側室で成化帝の生母。
- 五皇叔[3]：ワン・ジェンシン（中国語版）

周皇太后の兄。汪直に無実の罪を着せられる。
- 柏含香：リウ・ティンユー（中国語版）

邵春華の親友。元は浣衣局の奴婢だったが楽工局の楽師となり、成化帝に見初められて妃となる。
- 邵清姿：ルー・イー（中国語版） / 声 - 村井かずさ

邵春華は邵清姿の身代わりとなって宮女となる。本作では弘治帝の生母として描かれている。
- 呉皇后：黄子文

挨拶のない万貴妃を平手打ちし、皇后を廃される。
- 王皇后：袁心冉

呉皇后が廃されると新しく皇后に立てられる。
- 凌七巧：リウ・ナーピン（中国語版） / 声 - 湯屋敦子

邵春華と同期の宮女。幼い頃から、自分より秀でた邵春華を妬んでいる。
- 凌司正：リー・イン（中国語版）

凌七巧の叔母。
- 小安：安鈞璨

宮廷の宦官。常に邵春華を助ける。
- 李為：牟鳳彬（中国語版）

邵春華の父。オイラートから送還された英宗の復権を願い出て、代宗の怒りを買い処刑される。
- 柏殿：

柏含香の父。英宗が復権すると李為を処刑した罪で流刑に処せられる。
- 周尚書：ユエ・ユエリー
- 袁放：ルー・ユーリン
- 潘洪：ワン・ガン
- 李尚宮：ジュー・ヤーイン
- 夏荷：宮媛 / 声 - 新田綾香
- 馬掌正： / 声 - 新田綾香[5]
- 殷司楽：唐藝純 / 声 - 黒川万由美[5]

## 各話タイトル
- 第1話 紫雲から春華へ
- 第2話 謀略の始まり
- 第3話 動かせない運命
- 第4話 年老いた宮女たち
- 第5話 復讐の炎
- 第6話 すりかわった悲劇
- 第7話 皇叔の死
- 第8話 皇太后の野心
- 第9話 天が運んだ吉と凶
- 第10話 皇子誕生
- 第11話 悲嘆の日々
- 第12話 心に秘めた想い
- 第13話 後宮の禁忌
- 第14話 失意
- 第15話 黒い恋の妙薬
- 第16話 希望の虹
- 第17話 血塗られた疑惑
- 第18話 禁断の恋
- 第19話 思わぬ誤算
- 第20話 縁（えにし）の音色
- 第21話 消えぬ疑念
- 第22話 春華の一計
- 第23話 鉄仮面と錦衣衛
- 第24話 許されぬ陰謀
- 第25話 魅惑の舞
- 第26話 明かされた真実
- 第27話 籠の中の鳥
- 第28話 ひとすじの光
- 第29話 愛と憎しみ
- 第30話 繰り返される悲劇
- 第31話 深まる亀裂
- 第32話 皇太后の死
- 第33話 呪いの人形
- 第34話 引き裂かれた二人
- 第35話 もつれる運命の糸
- 第36話 下弦の月の涙
- 第37話 絶望の愛
- 第38話 悲劇を呼ぶ薬
- 第39話 真の友
- 第40話 血の書状
- 第41話 あらがえぬ天意
- 第42話 善と悪
- 第43話 揺れる心
- 第44話 消えゆく命
- 第45話 友の死
- 第46話 永遠の眠り

## DVD
- 日本版 『王の後宮』DVD-BOX計4組

販売元：エスピーオー、2013年4-7月リリース